# الاتحاد الديمقراطي للشعب المالي
الاتحاد الديمقراطي للشعب المالي (بالفرنسية: Union Démocratique du Peuple Malien)‏ كان حزبًا سياسيًا مدعومًا من الجيش في مالي.  كان المنشور الرئيسي للحزب هو صحيفة الشروق - صوت الشعب، التي بلغ عدد توزيعها 40.000. كانت أكبر صحيفة في البلاد خلال منتصف الثمانينيات. 

## التاريخ
تأسس الحزب من قبل اللجنة العسكرية للتحرير الوطني من أجل تزويد النظام بالشرعية السياسية. أعلن موسى تراوري عن تشكيل الحزب في 22 سبتمبر 1975، وتولى بنفسه منصب الأمين العام.  بعد استعادة الحكم المدني في عام 1979، أصبح الحزب القانوني الوحيد في مالي.
نظم الحزب نفسه على طول المبدأ الماركسي اللينيني للمركزية الديمقراطية. ومع ذلك، كما هو الحال مع العديد من الأحزاب الاشتراكية الأفريقية الأخرى، لم يحدد نفسه على أنه ماركسي بسبب الارتباط الملحوظ بين الماركسية والإلحاد. كانت النخبة السياسية في مالي في الغالب من المسلمين، ولعب القادة الدينيون المسلمون دورًا رئيسيًا في حركة الاستقلال.  كان للحزب مكتبًا تنفيذيًا مركزيًا يضم 19 عضوًا ومجلسًا وطنيًا يضم 137 عضوًا.  بصفته الأمين العام للحزب، كان تراوري هو المرشح الوحيد لرئاسة الجمهورية. تم انتخابه تلقائيًا لمدة ست سنوات وإعاة انتخابه في الانتخابات العامة لعام 1979، بينما تم تقديم قائمة واحدة لمرشحي الحزب للجمعية الوطنية. تكرر ذلك في انتخابات أعوام 1982 و1985 و1988.
بعد انقلاب قام به أحكد توماني توري في عام 1991، تم حل الحزب في نفس العام.

## التاريخ الانتخابي

### انتخابات رئاسية
| انتخابات | مرشح الحزب  | الأصوات   | %    | النتيجة |
| -------- | ----------- | --------- | ---- | ------- |
| 1979     | موسى تراوري | 3,298,477 | 100% | انتخب   |
| 1985     | موسى تراوري |           | 100% | انتخب   |

### انتخابات الجمعية الوطنية
| انتخابات | زعيم الحزب  | الأصوات   | %     | المقاعد |
| -------- | ----------- | --------- | ----- | ------- |
| 1979     | موسى تراوري | 3,180,565 | 99.9% | 82 / 82 |
| 1982     | موسى تراوري | 3,437,505 | 99.9% | 82 / 82 |
| 1985     | موسى تراوري |           | 100%  | 82 / 82 |
| 1988     | موسى تراوري | 3,615,779 | 100%  | 82 / 82 |